# 11965 Catullus
A 11965 Catullus (ideiglenes jelöléssel 1994 PF20) a Naprendszer kisbolygóövében található aszteroida. Eric Walter Elst fedezte fel 1994. augusztus 12-én.